# Єленюв (Свентокшиське воєводство)
Єленюв (пол. Jeleniów) — село в Польщі, у гміні Нова Слупя Келецького повіту Свентокшиського воєводства.
Населення — 612 осіб (2011).
У 1975-1998 роках село належало до Келецького воєводства.

## Демографія
Демографічна структура на день 31 березня 2011 року:
|          | Загалом | Допрацездатний вік | Працездатний вік | Постпрацездатний вік |
| -------- | ------- | ------------------ | ---------------- | -------------------- |
| Чоловіки | 314     | 59                 | 216              | 39                   |
| Жінки    | 298     | 53                 | 163              | 82                   |
| Разом    | 612     | 112                | 379              | 121                  |